# Spoorlijn Saint-Méen - Loudéac
De spoorlijn Saint-Méen - Loudéac was een Franse spoorlijn van Montauban-de-Bretagne naar Loudéac. De lijn was 58,1 km lang en heeft als lijnnummer 482 000.

## Geschiedenis
De lijn werd in gedeeltes geopend door de Compagnie des chemins de fer de l'Ouest, van Saint Lubin-le-Vaublanc naar Loudéac op 1 oktober 1904 en van La Brohinière naar Saint Lubin-le-Vaublanc op 12 augustus 1907. Reizigersverkeer werd opgeheven op 4 oktober 1953, goederenvervoer op 1 juli 1967.

## Aansluitingen
In de volgende plaats was er een aansluiting op de volgende spoorlijn:
Loudéac
RFN 487 000, spoorlijn tussen Carhaix en Loudéac

## Galerij

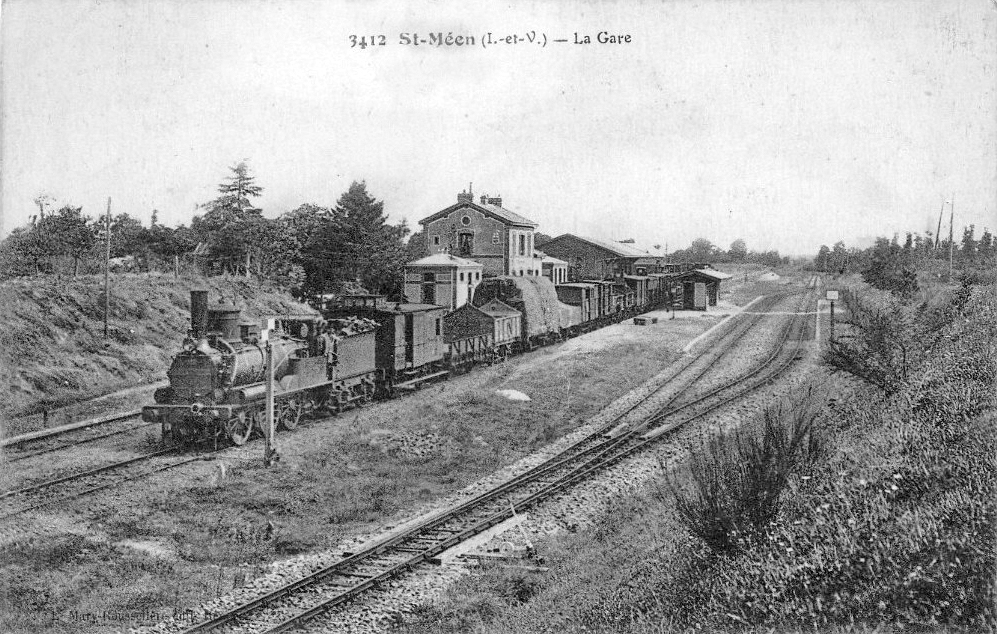
Station Saint-Méen begin 19e eeuw